# Безбородько, Николай Иванович
Никола́й Ива́нович Безборо́дько (1883—1942) — русский, советский и украинский геолог, минералог, петрограф, доктор геолого-минералогических наук (1935), профессор.

## Биография
Родился 27 ноября (9 декабря) 1883 года в городе Золотоноша, Полтавской губернии.
С 1900 года учился на физико-математическом факультете Киевского университета, откуда был исключен за участие в студенческих волнениях 1905 года.
В 1910 году окончил Фрайбергскую горную академию с дипломом горного инженера и маркшейдера.
Возвратившись в Россию, преподавал в Донском политехническом институте, затем работал в Свердловске.
В конце 1920-х годов — профессор Киевского университета. Во вновь образованном Институте геологии АН УССР возглавил отдел минералогии и петрографии.
Работал также в Украинском геологическом управлении (начальник партии, консультант).
14 сентября 1938 арестован по обвинению в национализме, во вредительской деятельности по сокрытию месторождений полезных ископаемых и их запасов. Дознание проводилось с применением пыток. 9 марта 1939 военным трибуналом Киевского округа осужден на 12 лет ИТЛ (справка КГБ Украинской ССР № 80-414 от 14.01.1991).
Отбывал наказание, умер 7 мая 1942 в Онеглаге НКВД.
Из архива Академии наук УССР его личное дело было изъято. Документы 1922—1937 годов в Киевском государственном университете были утрачены в военное время.
Реабилитирован посмертно 21 сентября 1957 года.

## Вклад в науку
Н. И. Безбородько — основоположник формационного анализа докембрийских образований, автор многих научных работ, в том числе ряда монографий и учебника по методике определения породообразующих минералов.
Получил степень доктора наук заочно, благодаря многочисленным написанным трудам по изучению украинского грунта, разработанным новым научным подходам к изучения минералов и их свойств. Некоторые публикации находятся в фонде Национальной библиотеке им. В. Вернадского с его личными подписями («посвящается жене, дочери»).

## Семья
До репрессии проживал в Киеве с женой и дочерью. Преподавал на украинском языке. 
Генеалогическое древо тянется от древнего украинского рода Безбородко (по женской линии).
Жена — Безбородько (в дев. Пивоварова) Зинаида Филипповна (родилась в городе Смоленск).
- Дочь — Лариса.
  - Внуки: Будерацкая Ядвига Викторовна, Будерацкий Олександр Викторович.